# Edifici Coliseum
L'edifici Coliseum és un edifici situat en el número 78 del carrer Gran Vía de Madrid, en el seu últim tram. Construït al començament de la dècada de 1930, compta amb un teatre en la seva planta baixa, encara que antany aquestes instal·lacions van ser també utilitzades com a cinema.

## Història
L'edifici Coliseum, en la planta baixa del qual es troba actualment el teatre, va ser construït entre 1931 i 1933, amb projecte dels arquitectes Casto Fernández Shaw i Pedro Muguruza Otaño, per iniciativa del músic i empresari Jacinto Guerrero, situat en el cèntric carrer Gran Via de Madrid. Compta amb 10 plantes d'habitatges i es va construir sobre un solar de 1750 m². Des de la seva creació va quedar obert l'ús ambivalent del local de la planta baixa tant per a la representació d'obres de teatre com per a la projecció de pel·lícules. Aquest tenia un aforament d'unes 1540 places. Es va inaugurar com a cinema el 10 de desembre de 1932, amb una pel·lícula sobre boxa del director estatunidenc King Vidor titulada The Champ.
Durant la defensa de Madrid, a causa de la seva proximitat amb el front de guerra, el cinema es va usar com a magatzem de material militar. En 1944 el crític musical Antonio Fernández-Cid feia referència a una suposadament «deficient» acústica del local. Ja en 1990 el Coliseum va passar a ser propietat de l'empresari Bautista Soler, que va decidir recuperar la sala com a teatre l'any 2000.
Ha albergat la representació d'obres teatrals i musicals com: Colores y barro (setembre de 1934), ¡Hip, Hip, Hurra! (9 de mayo de 1935), Las siete en punto (estrenada el 17 de desembre de 1935), Ki-Ki (ambCelia Gámez, febrer de 1936), Allo Hollywood (maig de 1936), Loza, Lozana (3 de setembre de 1943), My Fair Lady (amb José Sacristán, 2003), Cats (2003), La bella y la bestia (2008), Los productores (amb Santiago Segura, 2006), Fiebre del sábado noche (2009), Chicago (amb Natalia Millán i Manuel Bandera, estrenat en novembre de 2009) o Hair (2011). També s'hi ha celebrat la gala d'entrega de les Medalles del Cercle d'Escriptors Cinematogràfics.